# مایک گریول
مایک گریول  (به انگلیسی: Mike Gravel) سناتور سابق عضو حزب دموکرات (ایالات متحده آمریکا) بود. وی در سال ۱۹۶۹ تا ۱۹۸۱ میلادی سناتور ایالت آلاسکا در سنای ایالات متحده آمریکا بود.

## مرگ
گریول در ۲۶ ژوئن ۲۰۲۱ براثر ابتلا به بیماری مولتیپل میلوما در سن ۹۱ سالگی در خانه‌اش در سیساید، کالیفرنیا درگذشت.